# Чорний вересень
Чорний вересень (араб. أيلول الأسود «aylūl al-aswad») — збройне повстання бойовиків Організації визволення Палестини (ОВП) в Йорданії з метою вбивства короля Хусейна і захоплення влади в країні, підтримане вторгненням із Сирії. Придушення повстання Збройними силами Йорданії тривало з 16 вересня по 27 вересня 1970 року, але окремі збройні дії не припинялися до 17 липня 1971 року.
Після втрати Йорданією контролю над Західним берегом річки Йордан внаслідок Шестиденної війни, палестинські бойовики, відомі також як палестинські фідаїни, перемістили свої бази в Йорданію і активізували свої напади на Ізраїль та окуповані Ізраїлем території. Одна з репресивних операцій Ізраїлю проти фідаїнів — напад у 1968 році на табір Організації визволення Палестини (ОВП), розташований в Караме, йорданському містечку біля кордону з Західним берегом — перетворилася на повномасштабний 15-годинний бій. Хоча обидві сторони вважали себе переможцями, Бій біля Караме, сприйнятий як спільна перемога Йорданії та палестинців, викликав зростання підтримки палестинських бойовиків у Йорданії. Позиції ОВП в Йорданії зміцнились і на початку 1970 року угруповання з ОВП почали відкрито закликати до повалення Хашимітської монархії. Бойовики ігнорували місцеві закони та правила, діяли як держава в державі, скоїли декілька замахів на вбивство короля Хусейна, що призвело до насильницьких зіткнень між ними та йорданською армією в червні 1970 року.
Хусейн прагнув позбутися бойовиків, але вагався завдати удару, побоюючись відвернути від себе арабський світ і палестинців у власній країні. Дії ОВП в Йорданії завершились подіями, відомими як Захоплення повітряних суден на «Досонс Філд», що сталися 6-13 вересня, в якій терористи Народного фронту визволення Палестини (НФВП) викрали три цивільних літаки і, примусивши їх сісти на військовому аеродромі біля Зарки, взяли іноземців у заручники, а літаки підірвали перед міжнародною пресою.
17 вересня йорданська армія оточила місця і почала обстріл баз бойовиків ОВП, розташованих в таборах палестинських біженців, в тому числі в Аммані та Ірбіді. Наступного дня сирійські війська, що назвали себе Армією визволення Палестини, почали просуватися до Ірбіду, який бойовики оголосили «звільненим» містом.
22 вересня, після повітряного і наземного наступу йорданської армії, що завдала сирійцям важких втрат, сирійські війська відійшли. Дипломатичний тиск інших арабських країн, змусив Хусейна припинити бойові дії. 13 жовтня він підписав угоду з Арафатом, що регулювала присутність бойовиків ОВП в країні. Проте вже в січні 1971 року йорданська армія відновила бойові дії. Фідаїнів виганяли з одного за іншим міст, аж поки 17 липня 2 000 бойовиків опинилися в оточенні в лісі поблизу Аджлуна, відзначивши кінець конфлікту.
Йорданія дозволила бойовикам ОВП виїхати через Сирію до Лівану, і згодом вони стали учасниками Громадянської війни 1975 року в Лівані.
Під час конфлікту для проведення репресій у відповідь на дії Йорданії була заснована екстремістська Організація «Чорний вересень». Вона взяла на себе відповідальність за вбивство прем'єр-міністра Йорданії Васфі аль-Таля у 1971 році та за широко відомий теракт на мюнхенській Олімпіаді проти ізраїльських спортсменів.

## Фон

### Палестинці в Йорданії

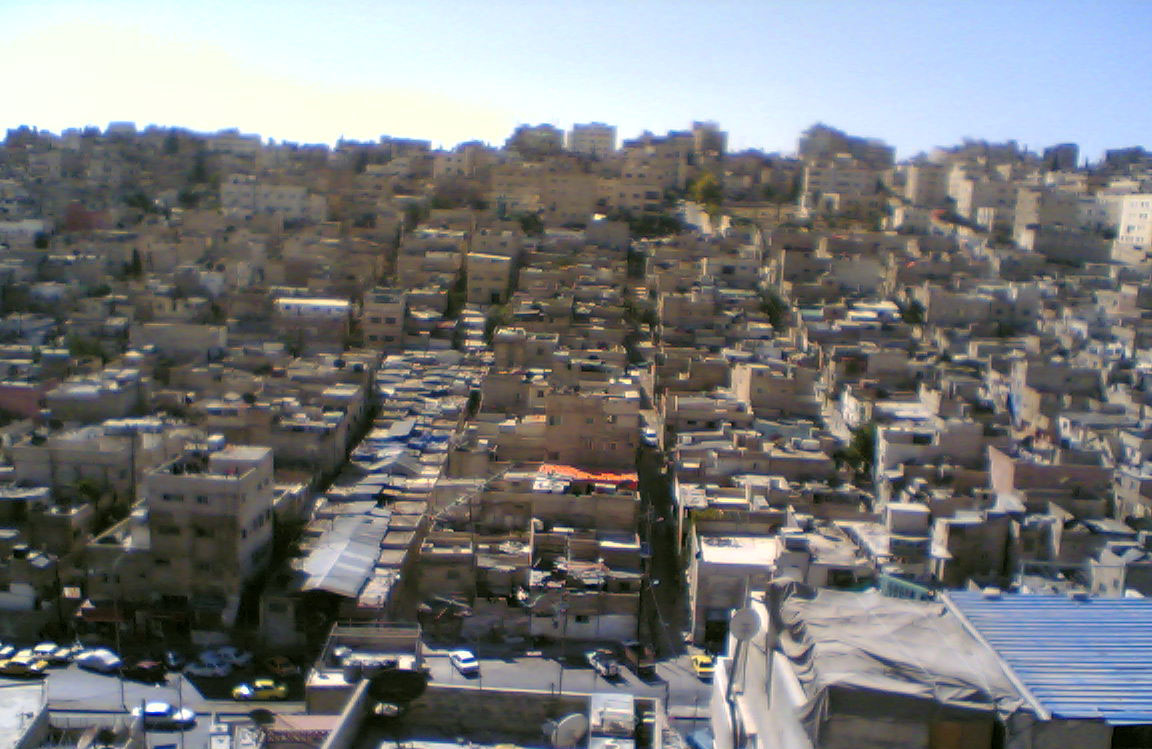
Палестинський табір біженців аль-Хусейн в Аммані.

Трансйорданія за результатами Арабо-ізраїльської війни (1948—1949) анексувала території Західного берега. Хоча, за винятком Великої Британії та Пакистану, офіційно ніхто не визнав анексії, Йорданія керувала цим регіоном до 1967 року. Йорданія була єдиною близькосхідною країною, що намагалася абсорбувати біженців, 1951 року надала громадянство і супутні права палестинцям Західного берега. Об'єднане населення Західного берега та Йорданії складалося з двох третин палестинців (одна третина на Західному та одна третина на Східному березі Йордану) та однієї третини власне йорданців. Палестинці отримали половину місць в йорданському парламенті і рівні можливості у всіх секторах держави. Ця демографічна зміна суттєво вплинула на політику Йорданії.
Король Хусейн вважав палестинське питання головною проблемою національної безпеки, він побоювався, що незалежний Західний берег під керівництвом ОВП загрожує самостійності його Хашимітського королівства. Палестинські угруповання підтримувались багатьма арабськими урядами, зокрема президентом Єгипту Гамалем Абдель Насером.
На початку 1965 року зросла інтенсивність нападів палестинської націоналістичної організації ФАТХ на територію Ізраїля, що викликали у відповідь жорстокі репресивні рейди Ізраїлю в Йорданію. Один з таких рейдів, відомий як «інцидент Саму», відбувся 13 листопада 1966 року після вбивства міною ФАТХ трьох ізраїльських солдатів. Значні ізраїльські сили, підтримані танками і бронемашинами, перетнули йорданський кордон і атакували Саму, селище з 4 тисячами мешканців. Згідно зі звітом Ради Безпеки ООН, ізраїльтяни зруйнували поліційний пост, 125 будинків, школу та лікарню. Рейд мав продемонструвати, що Ізраїль не має наміру миритися з використанням йорданської території терористами ФАТХ.

### Зростання впливу ОВП після бою біля Караме
У Шестиденній війні 1967 року Хусейн змушений був приєднатися до єгипетсько-сирійського альянсу з огляду на внутрішньополітичні наслідки: якщо лишитися осторонь, зіткнення між палестинцями та йорданцями могли призвести до руйнації Йорданії. Проте поразка у війні також відкрила шлях для такого зіткнення и стала найсерйознішим за весь час викликом його владі. Після війни Хусейн опинився між палестинськими загонами «фідаїнів», що базувалися в Йорданії і завдавали удари по Ізраїлю, та самим Ізраїлем, що завдавав удари у відповідь. Чим більше Ізраїль карав Йорданію за партизанські вторгнення безпосередньо до країни або до окупованих територій, тим більше він підривав королівську владу в Йорданії та віру в спроможність Хусейна приборкати фідаїнів.

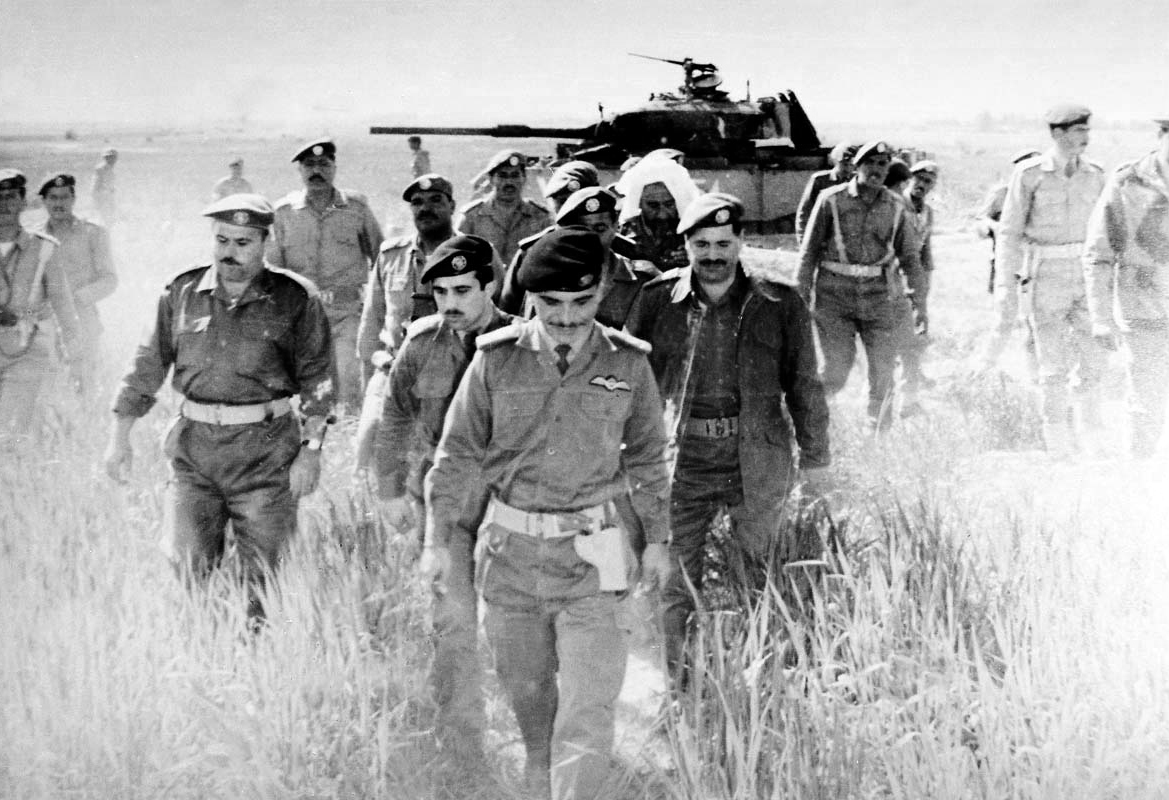
Король Хусейн після огляду підбитого ізраїльського танка 21 березня 1968 р.

Дедалі більша активність фідаїнських угруповань з Йорданії означала, що тиск на Хусейна збільшився.
Проблема була кристалізована під час бою біля Караме 21 березня 1968 року, що став поворотним моментом як для фідаїнів, так і для хашимітського режиму. У відповідь на підрив ФАТХом автобуса, що перевозив школярів у пустелі Негев, ізраїльтяни вирішили здійснити напад на штаб Арафата у селищі Караме в долині річки Йордан. Ізраїль проігнорував спробу Хусейна запобігти репресивним заходам. Останній надіслав через державний департамент США таємне повідомлення, в якому висловив глибокий жаль з приводу вибуху і просив надати будь-яку інформацію, яка б допомогла йому знайти злочинців. У Караме ізраїльські війська зіткнулися з жорстким протистоянням з боку йорданської армії та фідаїнів Арафата. Йорданська артилерія знищила кілька ізраїльських танків, тоді як Арафат уникнув захоплення. Коли після часткового знищення Караме ізраїльтяни відішли, залишені ними танки згодом були виставлені в Аммані як символи перемоги. Але більш важливою, ніж сама битва, стала пропагандистська перемога, яку отримали Арафат і фідаїни. Караме став символом національної гідності палестинців і стимулював розвиток палестинського національного руху. Арафат створив свій імідж розповідями про командування протистоянням та героїчну втечу на мотоциклі. Спостерігачі відзначали, що напад завдав шкоди Ізраїлю, оскільки не тільки похитнув образ непереборності Ізраїлю, але і перетворив фідаїнів на народних героїв Йорданії.
ФАТХ повідомив, що заяви на вступ до його лав протягом 48 годин після подій у Караме подали 5000 волонтерів. Наприкінці березня 1968 року в Йорданії налічувалось вже близько 20 000 фідаїнів. Ірак та Сирія запропонували військові навчальні програми для кількох тисяч партизан Країни Перської затоки, на чолі з Кувейтом, надали для цього гроші, отримані з допомогою 5 % податку на заробітну плату десятків тисяч палестинських робітників-резидентів, а в Лівані лише в Бейруті зібрали 500 тисяч доларів. Палестинські організації започаткували гарантовану підтримку родинам усіх вбитих під час партизанських дій бойовиків. За рік після подій в Караме ФАТХ мав філії в близько вісімдесяти країнах.
Йорданська армія, що вважала себе справжнім переможцем Караме, була засмучена присвоєнням слави фідаїнами. Хусейн, не в змозі ігнорувати гарячу народну підтримку фідаїнів, водночас не міг дозволити приниження ролі армії, чия лояльність була запорукою його режиму. Тому він намагався, по можливості, запобігти розколу. Зокрема, він підкреслив, що палестинці та йорданці єдині в боротьбі проти Ізраїлю. Він навіть сказав: «Я думаю, ми дійшли точки, коли всі ми фідаїни». Але намагання утворити спільний фронт лишилися марними. Під важкими ізраїльськими атаками фідаїни були відкинуті 1969 року з передових баз в долині річки Йордана до головних міст Східного берега, зокрема до Аммана. Тут вони діяли як держава в державі, ігнорували авторитет місцевої поліції та протидіяли армії. Палестинські фідаїни з Сирії та Лівану почали концентруватися у Йорданії, головним чином в Аммані. Поліція та армія дедалі втрачали свої повноваження на території палестинських анклавів і таборів біженців в Йорданії. Табори Аль-Вехдат і Аль-Хусейн проголосили себе «незалежними республіками», встановили адміністративну автономію, запорядкувавши місцеве самоврядування під контролем бойовиків ОВП, створили контрольно-пропускні пункти і намагались збирати «податки» з цивільного населення.

### Угода з сімох пунктів

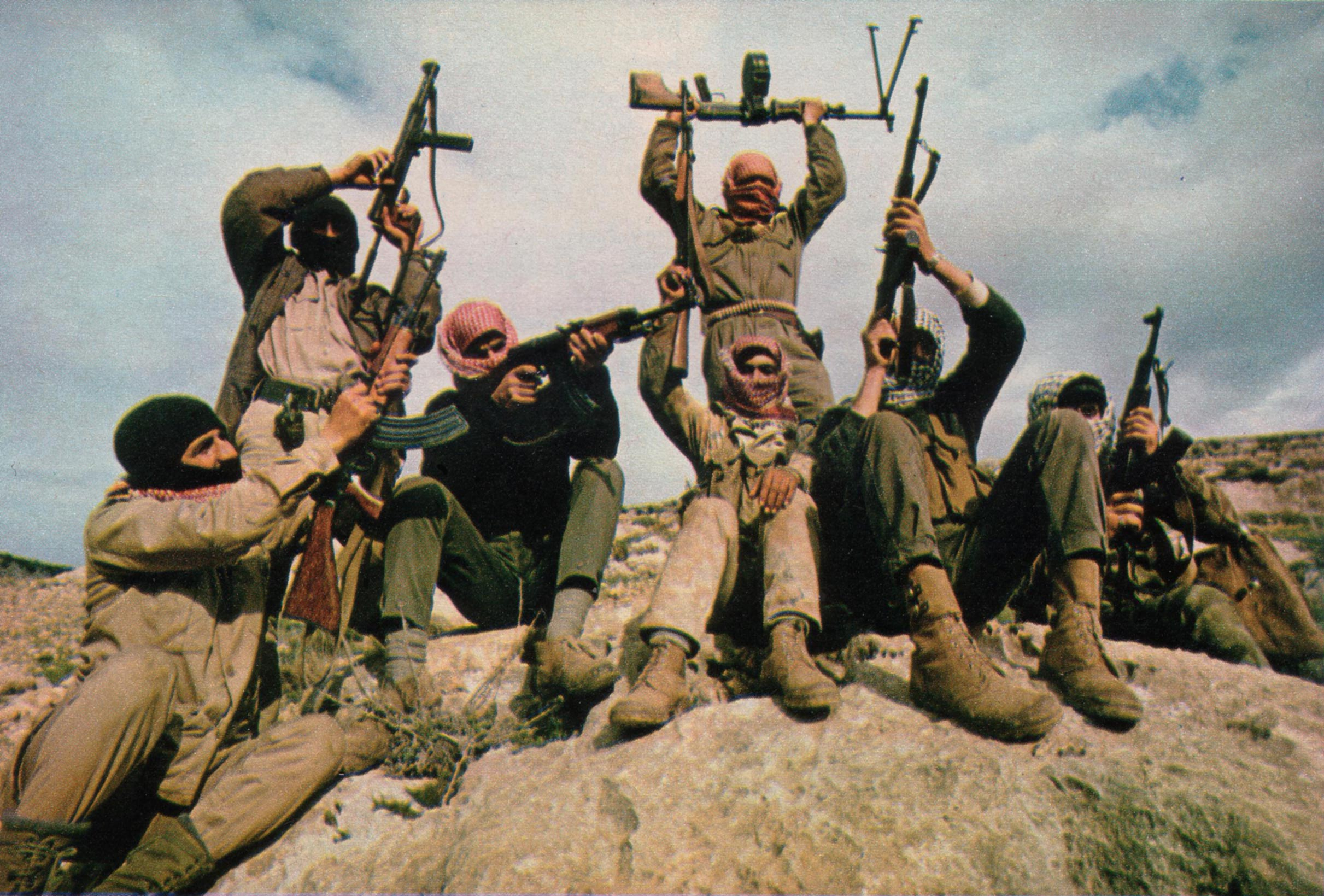
Фідаїни НФВП в Йорданії, 1969 р.

На початку листопада 1968 р. йорданська армія атакувала угруповання бойовиків «Аль-Наср» після здійснення «Аль-Насром» нападу на йорданську поліцію. Не всі палестинці підтримували дії «Аль-Наср», але влада мала надати сигнал, які наслідки матиме ігнорування владних повноважень уряду. Негайно після цього інциденту було досягнуто домовленості з сімох пунктів між королем Хусейном та палестинськими організаціями, які мали стримувати протиправну та незаконну антиурядову поведінку фідаїнів.
Угода передбачала наступне:
1. Членам палестинських організацій заборонено ходити містами озброєними та в уніформі
2. Членам палестинських організацій заборонено зупиняти та обшукувати цивільні транспортні засоби
3. Членам палестинських організацій заборонено конкурувати з йорданською армією у рекрутуванні новобранців
4. Члени палестинських організацій повинні мати йорданські посвідчення особи
5. Транспортні засоби, що належать членам цих організацій, повинні мати йорданські номерні знаки
6. Злочини, вчинені членами палестинських організацій, будуть розглядатися владою Йорданії
7. Суперечки між палестинськими організаціями та урядом будуть врегульовані спільною радою представників короля та ОВП.

ОВП не дотримувалась цієї угоди і все більше виглядала державою в державі Йорданія. В лютому 1969 року Ясір Арафат з ФАТХ замінив Ахмада Шукері на посаді лідера ОВП. Дисципліна в різних палестинських угрупованнях була слабкою і ОВП не мала централізованого керівництва ними. Угруповання фідаїнів швидко росли, зливалися і розпадалися, іноді демонстрували радикалізм, аби залучити більше новобранців. Хусейн вирушив в березні 1969 року до США на переговори з новим американським президентом Річардом Ніксоном. Він вимагав дотримання Ізраїлем резолюції 242 Ради Безпеки ООН, за якою окуповані 1967 року території мали бути повернені в обмін на мир. Палестинські угруповання мали підозри, що це означатиме згортання політики протидії Ізраїлю і ці підозри були посилені заявою Вашингтона, що після врегулювання конфлікту Хусейн матиме можливість ліквідувати фідаїнський рух у своїй країні.

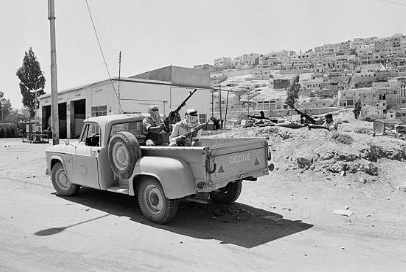
Патруль НФВП в Аммані, 12 червня 1970 року.

ФАТХ вважав за краще не втручатися у внутрішні справи інших арабських країн. Однак, хоча він і взяв на себе керівництво ООП. Проте, хоча він і взяв на себе керівництво ОВП, більш радикальні ліві палестинські рухи відмовилися дотримуватися цієї політики. 1970 року Народний фронт визволення Палестини (НФВП) на чолі з Джорджем Хабашем і Демократичний фронт визволення Палестини (ДФВП) на чолі з Наїфом Хаватме відкрито поставили під сумнів легітимність Хашимітської монархії та закликали до її повалення і заміни революційним режимом. Інші радикальні ліві угруповання, «Ас-Саїка» (створена за підтримки сирійської Баас) і Арабський визвольний фронт (контрольований іракською Баас), вважали Хусейна «маріонеткою західного імперіалізму», «реакціонером» та «сіоністським знаряддям». Вони стверджували, що шлях на Тель-Авів лежить через Амман, який вони прагнули перетворити на «аравійський Ханой». Вони відзначались провокаційними антирелігійними заявами і діями, писали марксистсько-ленінських гасла на стінах мечетей, що викликало обурення з боку консервативних та релігійних кіл.
За словами історика Аві Шлайма, зростання впливу бойовиків супроводжувався зростанням зверхності і зухвалості. Він цитує спостерігача, що описує ОВП в Йорданії
```
Вони гучно роз'їжджали Амманом на джипах із зарядженою зброєю, на зразок окупаційної армії; вони вимагали грошей від окремих осіб, іноді іноземців, в їхніх будинках та  в громадських місцях; вони не дотримувалися елементарних правил дорожнього руху, не реєстрували і не ліцензували свої транспортні засоби, і відмовлялися зупинятися на армійських контрольно-пропускних пунктах; вони вихвалялися своєю доленосною антиізраїльською роллю і принижували авторитет армії. Їхня присутність в Аммані, далекому від поля бою, здавалася викликом режиму.
```

Палестинці стверджували, що серед фідаїнів були численні провокатори з йорданських або інших служб безпеки, що навмисно намагались порушити політичні стосунки і забезпечити підстави для розгону. Часто відбувалися викрадення і акти насильства щодо цивільних осіб.

### Указ із десяти пунктів
Ситуація поставила Хусейна перед дилемою: застосувавши силу для витіснення фідаїнів, він відверне від себе арабський світ і палестинців у власній країні. Водночас, відмова від спротиву фідаїнам викличе втрату повагу йорданців і, що значно серйозніше, повагу армії, основи режиму, що вже почала тиснути на Хусейна з вимогою діяти. Після війни 1967 року Хусейн домігся поліпшення відносин з Насером. На відміну від сирійського або іракського керівництва Насер і Хусейн були готові прийняти резолюцію 242 Ради Безпеки ООН, що в якій міститься заклик до повернення окупованих територій в обмін на мир.
У лютому 1970 року король Хусейн відвідав президента Єгипту Насера в Каїрі та отримав підтримку жорсткої позиції щодо фідаїнів. Насер також погодився вплинути на фідаїнів, аби уникнути протидії режиму Хусейна. Після повернення Хусейн оприлюднив указ, який містив десять пунктів, що обмежували діяльність палестинських організацій. Указом заборонялося публічне носіння зброї, зберігання боєприпасів в селах та проведення демонстрацій і мітингів без попереднього узгодження з урядом. Фідаїни жорстоко відреагували на заходи, спрямовані на обмеження їхньої влади. Укази викликали такі гучні демонстрації в Аммані, що наступного дня Хусейн просив уряд призупинити їхню дію. Він навіть погодився задовольнити вимоги щодо звільнення антипалестинськи налаштованого міністра внутрішніх справ Мухаммада Аль-Кайлані. Політика поступок Хусейна викликала в західних газетах сенсаційні повідомлення, що він втрачає контроль над Йорданією і може невдовзі зректися трону.
Лівія, Саудівська Аравія та Кувейт, що надавали Йорданії фінансові субсидії, ставили Хусейна у складне становище своєю відкритою підтримкою фідаїнів. Хусейн не отримував жодної зовнішньої підтримки, окрім як від Сполучених Штатів та Ізраїлю, але ця підтримка діяла лише як паливо для антихашимітської пропаганди фідаїнів. 17 лютого 1970 р. американське посольство в Тель-Авіві передало три запитання стосовно ізраїльської реакції на можливе протистояння Йорданії з фідаїнами. Ізраїль дав позитивну відповідь і запевнив, що не скористається військовою перевагою в разі відведення йорданських військ з кордонів для розв'язання внутрішніх проблем.

### Червневий конфлікт
У відповідь на фідаїнську атаку Бейт-Шеана, під час якої загинув один солдат і сім цивільних, та ще двадцять шість отримали поранення, ізраїльська артилерія та повітряні сили 3 червня атакували Ірбід. Йорданська армія вперше за 22 роки відреагувала і обстріляла Тверію. Хусейн, що наказав здійснити обстріл, негайно зрозумів, що це початок небезпечного циклу насильства. Тому через американське посольство в Аммані він просив про припинення вогню з ізраїльтянами, аби виграти час і застосувати власні заходи проти винних фідаїнів. Він повідомляв, що «уряд Йорданії робить усе можливе, для запобігання ракетних атак фідаїнів на Ізраїль. Король глибоко шкодує з приводу ракетних атак. Йорданська армія має наказ стріляти, аби вбити будь-кого, хто намагається здійснити запуск ракети та лідери фідаїнів знов попереджені ввечері 3 червня, що порушників будуть розстрілювати на місці». Під тиском американців Ізраїль задовольнив прохання Хусейна.
Влітку 1970 року після провокації фідаїнів танковий батальйон без наказів від Аммана рушив з Йорданської долини із наміром покарати бойовиків у відповідь.
Знадобилося особисте втручання Хусейна і командувача 3-ї бронетанкової дивізії Шакера, які заблокували своїми машинами шлях і зупинили танкістів.
7 червня сталося зіткнення між фідаїнами та армійським підрозділом в Зарці. Двома днями пізніше фідаїни відкрили вогонь по штаб-квартирі йорданської розвідувальної служби (Мухабарат). Коли Хусейн прямував до штабу розвідки після інциденту, фідаїни відкрили сильний вогонь по його автомобілю, загинув один з охоронців. Бедуїнські підрозділи армії відреагували на спробу вбивства короля обстрілом таборів Аль-Вехдат і Аль-Хусейн, збройний конфлікт тривав три дні. Згідно з інформацією військової розвідки Ізраїлю, в Аммані на той час було близько 2000 фідаїнів, озброєних мінометами. Радники Хусейна розійшлися в думках: одні спонукали його завершити започатковане, інші закликали до стриманості, оскільки перемога вартуватиме тисяч життів, що здавалось їм неприпустимим. Хусейн вирішив зупинити бойові дії, жертвами триденного конфлікту стали близько 300 загиблих і 700 поранених, у тому числі цивільних. Хусейн і Арафат оголосили про припинення вогню, але НФВП його дотримувався не став. Він негайно захопив близько 68 іноземців у двох амманських готелях, погрожуючи підірвати їх з будівлями, якщо не будуть звільнені Шаріф Шакер і Шаріф Насер, а йорданський спецназ не буде розформований. Арафат не підтримував НВФП, але повинен був грати на їхню користь з огляду на громадську думку. Хусейн дещо зменшив напруженість, призначивши Мансура Хадіта аль-Джазі, що вважався поміркованим генералом, начальником штабу збройних сил та Абдельмуніма ар-Ріфаї прем'єр-міністром. Ар-Ріфаї сформував уряд, до складу якого увійшли шість міністрів палестинців.

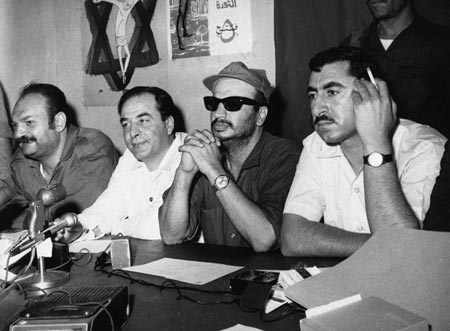
Лідери ОВП Ясір Арафат, Наїф Хаватме і Камаль Насер на прес-конференції в Аммані після червневих подій 1970 р.

Червень 1970 став одним з найбільш небезпечних періодів для хашимітської монархії в Йорданії, більшість іноземних дипломатів в цей час вважали, що події сприяли фідаїнам, і що падіння монархії було лише питанням часу.
10 липня за участю представників Алжиру, Судану, Єгипту, Лівії було підписано ще одну угоду між Хусейном та Арафатом, якою визнавалась та легітимізувалась присутність фідаїнів в Йорданії (за умови, що вони розформують свої бази та склади зброї в містах і припинять використання зброї на вулицях) та створювався комітет по нагляду за їхніми діями. Насер і Хусейн підтримали запропонований в липні Сполученими Штатами «План Роджерса» з припинення військових дій в межах ізраїльсько-палестинського конфлікту на підставі резолюції 242 Ради Безпеки ООН, але Арафат відхилив його, стверджуючи, що це засіб ліквідувати його рух. НФВП і ДФВП також відмовились від плану і засудили Насера та Хусейна. Тим часом досягнуте 7 серпня припинення вогню між Єгиптом та Ізраїлем, офіційно завершило Війну на виснаження. Арафат застерігав лідерів НФВП і ДФВП, Хабаша та Хаватме, від провокацій режиму, зважаючи на його військову перевагу і можливість будь-коли припинити їхнє існування в Йорданії, але до його слів не прислухалися. На позачерговій сесії Палестинського Національного Конгресу, що проходив у таборі біженців Аль-Вехдат наприкінці серпня, вже офіційно були висунуті пропозиції щодо повалення хашимітської монархії. Якщо режиму потрібен був привід для початку рішучих дій проти палестинських бойовиків, такий привід було надано. Ще одна збройна сутичка між армією і фідаїнами сталася наприкінці серпня, коли бойовики на військових джипах здійснили збройний напад на столичну пошту.
Уряди Сирії та Іраку переглянули свої оцінки ймовірності політичного виживання Хусейна. Іракська делегація в Аммані в травні 1970 року обіцяла Арафату підтримку, якщо він здійснить державний переворот проти режиму Хашимітів. Оскільки з 1967 року іракські війська перебували в Йорданії, їхні наміри лишалися непередбачуваними для Хусейна та його радників протягом всієї кризи. Погрози з Іраку — услід за спробою 1 вересня 1970 Народним фронтом визволення Палестини (НФВП) вбити Хусейна — що якщо армія не припинить стрілянину по фідаїнам, східне командування Іраку втрутиться, спонукала Хусейна закликати до спільної заяви Сполучених Штатів, Великої Британії, Франції та Радянського Союзу, яка б засудила Ірак. Можливість іракського або сирійського втручання показала, що Хусейну потрібен більш широкий арабський контекст в пошуках виходу з ситуації.

## Чорний вересень

### Викрадення літаків

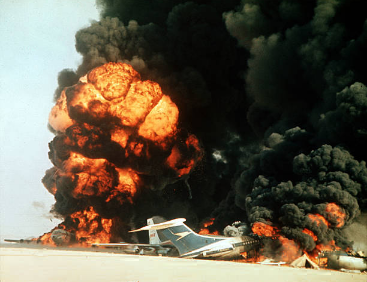
Вибух викрадених літаків на Доусон Філд. 12 вересня 1970 р.

1 вересня на шляху Хусейна до аеропорту було влаштовано засідку і вдруге за три місяці відкрито вогонь по його автомобілю. 6 вересня НВФП викрав три пасажирські літаки: рейси авіакомпаній SwissAir та Trans World Airlines (TWA), які змушені були сісти на Доусон Філд — колишній аеропорт йорданських ВПС у пустелі поблизу Зарки, Йорданія, і рейс Pan Am, що здійснив посадку у Каїрі та був негайно підірваний після того, як його залишили пасажири. Внаслідок викрадення на Доусон Філд опинилися 310 пасажирів на двох літаках, які НФВП погрожував підірвати, якщо з західноєвропейських та ізраїльських в'язниць не буде звільнено декількох бойовиків. 9 вересня в Йорданію був викрадений третій літак рейса BOAC з Бахрейну, з 115 пасажирами на борту. НФВП оголосив, що викрадення призначене «привернути особливу увагу до проблеми Палестини». Після звільнення 371 заручника, літаки були підірвані перед представниками міжнародних ЗМІ. Ще 54 заручники утримувалися НФВП упродовж двох тижнів. Арафат був незадоволений захопленнями і вважав, що вони завдали великої шкоди палестинській справі, але відмежуватися від викрадення не міг, знов через арабську громадську думку.
Нещодавно призначений пропалестинський начальник штабу армії Мансур Хадіта аль-Джазі на тлі кризи викрадення залишив посаду 9 вересня, його замінив викликаний з відставки фельдмаршал Хабіс аль-Маджалі. На думку історика Аві Шлайма Хусейн мав терпіння продемонструвати, що зробив усе можливе, аби уникнути кровопролиття, і розпочав військові дії лише тоді, коли всі інші варіанти були вичерпані, а міжнародна і місцева громадська думка сформувалася проти фідаїнів.

### Бойові дії йорданської армії

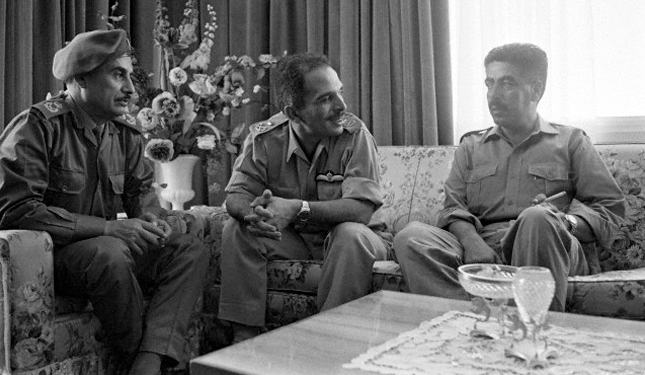
Король Хусейн під час зустрічі з радниками, Васфі аль-Талем (праворуч) та Хабісом аль-Маджалі. 17 вересня 1970 р.

Увечері 15 вересня Хусейн скликав екстрену нараду, на якій були присутні Хабіс аль-Маджалі, Зайд ібн Шакер, Васфі аль-Таль і Зайд аль-Рифаї. На думку генералів, армія потребувала два-три дні, аби звільнити від фідаїнів великі міста. Наступного дня Хусейн розпустив цивільний уряд і призначив Мухаммада Дауда, генерала палестинського походження, очолити військовий уряд, тим самим оголошуючи воєнний стан.
17 вересня 4-та механізована дивізія, підсилена 60-ю танковою бригадою увійшла до столиці Аммана з різних напрямків та піддала табори біженців Аль-Вехдат та Аль-Хусейн, де базувалися бойовики, обстрілу з танків, артилерії та мінометів. Техніка була мало пристосована для вузьких вулиць Старого міста Амману, бойовики були добре підготовлені, мали протитанкову зброю і чинили жорсткий опір. Просування військ містом загальмувало, бої тривали безперервно протягом наступних десяти діб. 1-ша піхотна дивізія в цей час відносно легко взяла під контроль південні передмістя Амману, проте зупинилася при вступі до міста. На півночі країни армія у складі 2-ї піхотної дивізії, 40-ї танкової бригади та допоміжних підрозділів мала оточити та атакувати інші міста і місця концентрації фідаїнів, зокрема Ірбід, Ер-Рамта, Аджлун. Хоча наступ на півночі повинен був збігтися в часі з атакою в Аммані, йорданські сили рухалися занадто повільно, що дозволило ОВП підготуватися. Фідаїни зайняли позиції навколо своїх таборів, відбили перші йорданські наступи і взяли під контроль Ірбід та більшу частину півночі. Таким чином, попри деякі успіхи в Аммані, спротив тривав і на півночі, в Ірбіді, утворилася так звана «звільнена зона». Запланована генералами Хусейна операція мала стати дводобовим бліцкригом, але врешті обернулася десятимісячною облогою, причиною якої, на думку військового аналітика ЦРУ Кеннета Поллака, були вади тактичного та стратегічного планування. Йорданське командування під час критично важливих вересневих боїв було у кращому випадку посереднім. Планування первинних дій проти ОВП було ганебним у своїй поверхневості та нехлюйстві. Більшість наказів були розпливчаті та видавалися в останню хвилину.
Вже 19 вересня йорданське керівництво відчуло посилений тиск з боку арабських сусідів. Ліві режими Іраку та Сирії висловили підтримку фідаїнам і затаврували дії Хусейна як реакційні та прозахідні. Інші арабські держави закликали до негайного припинення бойових дій. Президент Єгипту Гамаль Абдель Насер, разом з лідерами Лівії та Судану, звернувся до короля Хусейна та Ясіра Арафата з пропозицією покласти край «арабській катастрофі». Правителі Кувейту та Катару також вимагали припинення вогню.

### Зовнішня інтервенція

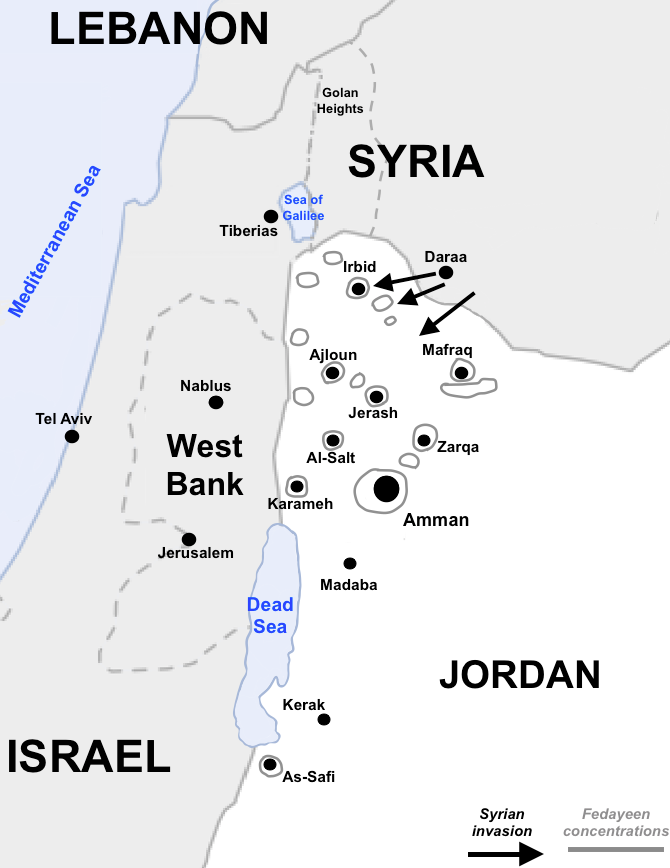
Мапа концентрації фідаїнів у вересні 1970 року та сирійського вторгнення.

Напередодні інтервенції адміністрація США відреагувала на військові загрози з боку Сирії і Іраку демонстрацією американської військово-морської присутності у Східному Середземномор'ї. На додаток до переміщення Шостого флоту до ліванського узбережжя, адміністрація Ніксона передислокувала з Атлантики USS John F. Kennedy і USS Guam. 17 вересня 1970 року президент Ніксон виступив в Chicago Sun Times із суворою заявою: «Якщо сирійці або іракці втрутяться в Йорданію, то тільки двоє зупинять їх, ізраїльтяни або ми. Росіяни дорого заплатять за постачання ракет… Ми приступаємо до посилення політики на Близькому Сході. Шостий флот буде посилено. Ми втрутимося, якщо ситуація вимагатиме нашого втручання».
18 вересня сирійсько-йорданський кордон перетнула підсилена танкова бригада. Офіційний сирійський уряд приховував свою участь в подіях, тому військові частини мали позначки «Армія визволення Палестини» (АВП). Остаточно невідомо, мала Сирія на меті допомогти загальній перемозі палестинців і поваленню монархії, або передбачала окупацію півночі чи лише створення автономного палестинського анклаву на півночі Йорданії. Дії Сирії в цей час визначалися боротьбою за владу в правлячій партії Баас. До вересня 1970 року двома ключовими гравцями були міністр оборони, командувач повітряними силами Хафез аль-Асад і заступник генерального секретаря партії Салах аль-Джадід. Одна з можливих інтерпретацій поведінки цих двох полягає в тому, що Джадід, більш радикальний з двох, віддав наказ армії про наступ, тоді як більш прагматичний Асад, утримав ВПС. Йорданська поразка армії невдовзі розчистила шлях для захоплення влади Асадом в середині листопада. Але сам Асад називав виключно своє бажання запобігти ескалації причиною того, що сирійські повітряні сили не брали участь в інтервенції.
На екстреному засіданні уряду після півночі 19 вересня Хусейн переконав міністрів у необхідності іноземної допомоги. Попри твердження меншості міністрів, що справа є виключно арабською, більшість з деяким небажанням схилилася до можливості військової інтервенції з боку Великої Британії або США. Зайд аль-Ріфаї зателефонував послу США в Йорданії Діну Брауну з новинами про вторгнення сирійців і від імені Хусейна просив допомоги. Браун відповів, що у Сполучених Штатів немає поблизу сил, здатних провести таку операцію. На думку посла, «сирійці відступлять, якщо будуть добре налякані» і що Ізраїль може домогтися цього шляхом зосередження своїх сил на сирійському кордоні і демонстративної повітряної розвідки над Дамаском. Таємно від Брауна, близько десятої години ранку Хусейн, не порадившись з кабінетом міністрів, зв'язався з посольством Великої Британії, закликавши до «ізраїльського або іншого повітряного втручання або загрози», свій запит він дублював ще раз о 6:30 вечора.
Сирійські танки легко подолали спротив невеликих йорданських з'єднань і рушили до Ірбіду. Оскільки йорданці не припинили операцію проти ОВП і не було жодних ознак, що монархію буде повалено, 20 вересня Сирія посилила свою участь у конфлікті й доправила до Йорданії 5-ту піхотну дивізію, підсилену двома танковими бригадами. Загальна чисельність сирійських військ, таким чином, досягла 300 танків Т-55 та понад 16 000 особового складу. В особистому зверненні до президента Ніксона 21 вересня 1970 року Хусейн інформував: «Ситуація небезпечно погіршується після масованого вторгнення з Сирії… Я прошу негайного фізичного втручання як повітряного, так і наземного. Вкрай необхідні негайні повітряні удари по силах вторгнення від будь-якої сторони». Сполучені Штати, що не бажали втягування до чергового конфлікту на тлі війни у Південно-Східній Азії, звернулися до Ізраїлю. Генрі Кіссинджер передав послу Ізраїлю Рабину, що Сполучені Штати позитивно поставилися б до дій, тим чи іншим чином спрямованих проти сирійської інтервенції. 22 вересня 1970 року Річард Ніксон виступив у Раді національної безпеки і підтвердив рішучість США у захисті своєї позиції на Близькому Сході. Ізраїль оголосив часткову мобілізацію резервістів і почав демонстративне посилення північного оперативного угруповання, сконцентрувавши на сирійському кордоні біля 200 танків.

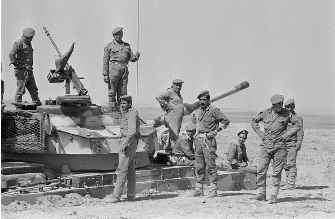
Йорданські солдати навколо укопаного танка Центуріон.
26 вересня 1970 р.

За оцінкою американської розвідки, проти Сирії йорданські командувачі діяли досить успішно. Вони оперативно реагували на сирійські переміщення, добре вибирали позиції, що у підсумку дозволило зупинити інтервентів. При цьому спочатку йорданці мали на сирійському фронті у наявності лише дві бригади, 25-ту піхотну та 40-ву танкову, оскільки інші брали участь у боях с фідаїнами. Остання, 99-та бригада 3-ї танкової дивізії, спостерігала за розташованою на сході Йорданії іракською танковою дивізією. 17 000 іракців перебували на території країни ще з часів Шестиденної війни 1967 року. Іракський уряд співчував палестинцям, тому існувало побоювання, що підрозділ візьме участь у конфлікті на боці фідаїнів. Йорданці цілеспрямовано утримувалися від залучення своїх військово-повітряних сил до 22 вересня, коли стало зрозуміло, що їхні наземні війська поблизу Ар-Рамти, ймовірно, не зможуть втримати сирійців. Тоді було віддано наказ про початок повномасштабної повітряної кампанії, яка здобула перемогу за день. Станом на 22 вересня сирійці втратили біля 120 танків, в тому числі від 60 до 90 — безпосередньо внаслідок йорданських атак. Додаткові йорданські сили, передислоковані на північ, утворили певний паритет і дозволили йорданському керівництву більш оптимістично оцінити ситуацію. Коли йорданська армія стала брати гору в бойових діях, спільний тиск військової присутності Сполучених Штатів та Ізраїлю, а також відмова Хафеза Асада застосувати сирійські ВПС, фактично змусили Сирію до відступу. В другій половині дня 22 вересня 5-та сирійська дивізія почала відступ. Ізраїльські винищувачі символічно пролетіли над сирійськими підрозділами на підтримку Хусейна, але жодних бойових заходів не вжили. В цей час йорданські війська не припиняли обстріл штаб-квартири фідаїнів в Аммані і готувались атакувати їх в інших регіонах країни. Палестинці зазнали значних втрат, деякі їхні командири були захоплені. З іншого боку, втрати армії Йорданії також становили близько 300 осіб.

### Угода за посередництва Єгипту

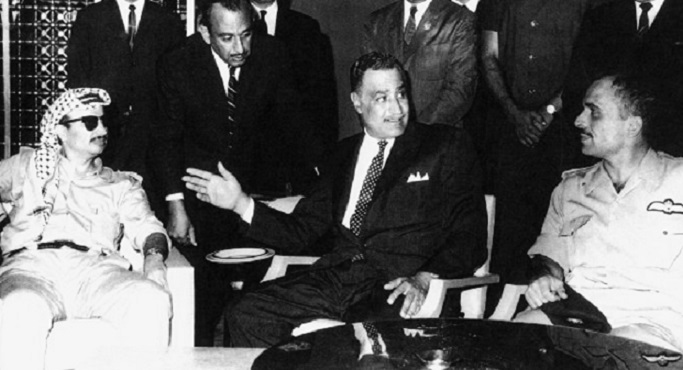
Президент Єгипту Гамаль Абдель Насер — посередник у переговорах між Ясіром Арафатом та королем Хусейном на саміті ЛАГ

Король Хусейн, звинувачений арабськими ЗМІ в знищенні палестинців, погодився на припинення вогню. Відряджений ним на саміт Ліги арабських країн прем'єр-міністр Йорданії Мухаммед Дауд Хан втік до Лівії, піддавшись тиску з боку президента Муаммара Каддафі. 26 вересня Хусейн вирішив особисто вилетіти до Каїра, де його ворожо зустріли лідери інших арабських країн. Там 27 вересня, за посередництва президента Єгипту Гамаля Абдель Насера, Хусейн і Арафат підписали угоду про припинення вогню. Наступного дня Насер помер від серцевого нападу.
Перш ніж прийняти угоду про припинення вогню, йорданська армія повернула контроль над ключовими містами та перехрестями в країні. Призначення новим прем'єр-міністром палестинця Ахмада Тукана мало «перев'язати рани». Після припинення вогню Хусейн оголосив, що йорданська армія виявила близько 360 підпільних баз ОВП в Аммані, а в цілому в Йорданії затримала близько 20 000 осіб, серед яких були «китайські радники».

### Інші іноземні учасники конфлікту
Голова пакистанської навчальної місії в Йорданії, бригадний генерал Мохаммад Зія-уль-Хак (майбутній начальник генерального штабу та президент Пакистану) брав участь у конфлікті на йорданському боці, командував військовими підрозділами.
Дві іранські ліві партизанські організації, «Організація іранських народних партизанів» (ОІНП) та «Народні іранські муджахедіни» (НІМ), що співпрацювали з ОВП, брали участь в бойових діях проти Йорданії під час подій Чорного вересня і згодом тренувалися у ліванських таборах ФАТХу.

### Перебіг подій після вересня 1970 року
13 жовтня між Хусейном та Арафатом було підписано ще одну, так звану Амманську, угоду. Вона передбачала, що фідаїни поважатимуть суверенітет Йорданії й відмовляться від носіння військової форми та зброї. Положення, що Йорданія визнає ОВП єдиним представником палестинців, прем'єр Васфі аль-Таль відхилив. Угруповання, керовані Хабашем і Хаватме, попри Амманську угоду, свої антиурядові дії не припинили. Хусейн доручив аль-Талю, що вважався «антипалестинцем», формування уряду. Після призначення Васфі аль-Таля, між армією та НФВП і ДФВП поновилися збройні зіткнення. Новою військовою операцією командував бригадний генерал Шаріф Зайд бін Шакер. Впродовж першого етапу, що тривав з листопада 1970 до квітня 1971 року армія зконцентрувалась на поверненні контролю над головними містами перебування палестинців: Амманом, Аджлуном, Джерашем. На другому етапі ОВП була вигнана до гірської місцевості поблизу Аджлуна та ізольована від цивільного населення. На виконання цієї мети йорданська армія методично просувалась від міста до міста, від табору до табору, і викорінювала підрозділи ОВП. 14 квітня 5 000 бойовиків були змушені покинути Амман і залишити центр країни в руках урядових сил. Наприкінці квітня 1970 року практично усі бойовики були зібрані між Аджлуном та Джерашем. 13 липня 99-та танкова бригада, підсилена піхотним батальйоном, рушила до місця концентрації бойовиків зі сходу, а 4-та піхотна бригада «Хусейн бін Алі» — з півдня. Обидві мали важку артилерійську та повітряну підтримку. На півночі та заході була розгорнута 36-та піхотна бригада «Ярмук», що блокувала можливість відходу фідаїнів через пагорби Галааду. За чотири дні боїв армія зламала спротив бойовиків і змусили їх здатися. Згодом їм дозволили виїхати до Сирії. Приблизно 200 бойовиків вважали за краще перетнути Йордан і здатися ізраїльтянам. На прес-конференції 17 липня Хусейн заявив, що суверенітет Йорданії повністю відновлений.

### Втрати
Кеннет Поллак оцінив загальні втрати бойовиків з вересня 1970 до липня 1971 року у 600 вбитих та 1 500 поранених. Натомість, Арафат стверджував, що йорданська армія вбила 25 000 палестинців. За іншими оцінками, кількість загиблих становила від 2 000 до 3 400.
Сирійська спроба вторгнення закінчилася втратою 120 танків та близько 600 солдатів. Загинуло близько 537 йорданських військових.

## Наслідки

### Йорданія
Після закінчення конфлікту новий цивільний уряд Васфі аль-Таля розпочав широкомасштабне очищення державної бюрократії та армії, з метою звільнити їх від будь-яких прибічників ОВП. Як наслідок, велика кількість палестинських офіцерів, бюрократів та низка мешканців Східної Йорданії лишилися посад. Це супроводжувалося війною аль-Таля проти пропалестинської преси та масовими арештами «диверсантів». Було закрито багато газет, їх лишили дозволів на видання, а палестинських редакторів звільнили. Події стали визначальними в історії Йорданії та започаткували йорданську ідентичність.

### Бойовики ОВП
Близько 150 000 палестинців були вислані до Сирії, більшість з них згодом знайшла притулок у Лівані. Події призвели до створення екстремістської організації «Чорний вересень», що перші чотири роки свого існування діяла під наглядом ФАТХ. Це угруповання 28 листопада 1970 року в Каїрі вбило йорданського прем'єр-міністра Васфі аль-Таля. Найбільш відомим терористичним актом цієї організації став Теракт на мюнхенській Олімпіаді 5 вересня 1972 року, під час якого загинули 11 членів ізраїльської олімпійської збірної та німецький поліцейський.

### Ірак
У Іраку невтручання у конфлікт військового контингенту загострило наявну суперечку між Саддамом Хусейном та його суперником Харданом аль-Тикриті. Саддам Хусейн вимагав втручання, міністр оборони аль-Тикриті не ці вимоги відхилив. Наприкінці 1970 року аль-Тикриті звільнили з усіх військових посад і відрядили до Алжира, а згодом послом до Швеції. Незадоволений депортацією, він вирушив до Кувейту, де 30 березня 1971 року був за наказом Саддама вбитий. Хусейн зміцнив свої позиції та позбувся прихильників аль-Тикриті у збройних силах країни.

### Ліван
В результаті подій Чорного вересня бойовики ОВП втратили основну базу операцій і врешті опинились у Південному Лівані, де перегрупувались. Збільшена присутність ОВП в Лівані та активізація спричинених ними бойових дій на ізраїльсько-ліванському кордоні викликали внутрішні заворушення в Лівані. Бойовики ОВП додали значної ваги Ліванському національного руху — коаліції мусульман, арабських націоналістів і лівих, що виступали проти правого уряду християн-маронітів, та спричинили ліванську громадянську війну, внаслідок якої ОВП в кінцевому підсумку була вислана до Тунісу.